# Лідери ескадрених міноносців проєкту 47
Лідери ескадрених міноносців проєкту 47 — тип радянського броньованого лідера ескадрених міноносців з універсальною артилерією головного калібру. Кораблі проєкту призначалися для лідирування в океанській зоні великих ескадрених міноносців проєкту 35; для виконання свого призначення лідери проєкту 47 мали бути добре озброєними і захищеними. У квітні 1941 року, перед початком німецько-радянської війни, проєктування броньованого лідера було призупинено і відновлено вже після завершення війни. Незважаючи на те, що проєкт 47 так і не був реалізований, його двобаштовий варіант став прототипом ескадреного міноносця проєкту 41.

## Передісторія
Вперше ідея броньованого лідера в радянському флоті була висловлена на початку 1920-х років начальником Військово-морської академії та відомим морським теоретиком М. О. Петровим під час підготовки проєкту «морської програми». Фахівці Військово-морської академії та Головного морського технічного управління вважали за доцільне на основі аналізу досвіду боротьби на морських комунікаціях періоду першої світової війни створити захищений палубним бронюванням есмінець з шестидюймовою артилерією, потужним мінно-торпедних озброєнням, що має швидкість повного ходу до 40 вузлів. Розроблене оперативно-тактичне завдання на такий корабель залишилося незатребуваним і не було перевірене методами дослідного проєктування.
У зміненому вигляді ідея виникла в середині 1930-х років, коли під впливом італійського кораблебудування з'явилися проєкти швидкісних «броньованих лідерів-розвідників». 1935 року з'явилися два передескізних проєкти броньованого лідера, розроблені кораблебудівною секцією ЦНДІ ВК і ЦКБС-1. Передескізний проєкт ЦКБС-1 було опрацьовано конструкторами в п'яти варіантах; 23 грудня 1935 року його представили у Відділ кораблебудування Управління Морських сил РККА (УМС РККА). Оптимальний варіант проєкту було прийнято для подальшого проєктування з присвоєнням проєктного номера 24. 10 лютого 1936 року заступник начальника главку П. Г. Гойнкіс підписав наряд № 51/20-377с, за яким ЦКБС-1 було наказано «зробити розробку ескізного проєкту і спільного проєкту броньованого лідера-розвідника» (проєкт 24); до 18 лютого проєкт було розроблено. Згідно з ним лідер мав такі тактико-технічні елементи: стандартну водотоннажність 3400 т; ніс артилерію головного калібру з восьми 130-мм гармат у двоствольних броньованих установках, два чотириствольних 37-мм зенітних автомати, два побортно розташовані 533-мм п'ятитрубні торпедні апарати; мав бронювання: борти і траверзи — 50 мм, палуби — 25 мм, бойових рубок — 35-60 мм; повний запас палива — 950 т, дальність ходу економічною швидкістю (16 вузлів) — 6000 морських миль, швидкість за водотоннажності 3650 т і з двовальною головною енергетичною установкою (ГЕУ) потужністю 100 000 к. с. повинна була досягти величини 47 вузлів. Лідер повинен був мати головні розміри 140 × 13,0 × 4,1 м. Про проєкт забули, як тільки перед Відділом кораблебудування УМЗ РККА на «порядку денному» виникло проєктування лінкорів і важких крейсерів.

## Проєктування в 1939—1941 роках

### Тактико-технічне завдання
Розробка тактико-технічного завдання (ТТЗ) на проєкт броньованого лідера під індексом 47 наказом заступників наркомату ВМФ і наркомату суднобудівної промисловості № 0447/129с від 8 вересня 1939 року було доручено комісії під головуванням флагмана 1 рангу С. П. Ставицького. 17 січня 1940 року комісія сформулювала такі оперативно-тактичні вимоги:
1. Для лідирування ЕМ під час виходу в атаку великий ЕМ не годиться (не захищений, являє собою велику ціль).
2. Потрібен броньований корабель (який може не боятися КРЛ).
3. Таким кораблем може бути збільшений великий ЕМ з броньовою палубою і бортовими скосами… Десять 130-мм гармат вигідніші ніж шість 152-мм для ураження на близьких дистанціях ЕМ і сковування КРЛ (результат бою біля Монтевідео). Швидкість ходу лідируючого корабля м. б. дещо меншою, ніж у лідованого ЕМ, що можна використати для бронювання…
Основним призначенням радянського броньованого лідера було лідирування есмінців розбудовуваного «великого флоту», тобто виведення їх на торпедну атаку, і, крім того, розвідка, боротьба на комунікаціях на закритих театрах (Балтійське і Чорне моря), ППО і ПЧО лінкорів і крейсерів у складі угруповання і поставлення мінних загороджень.
Згідно з розробленим ТТЗ лідер повинен був мати на озброєнні: десять 130-мм універсальних гармат у баштах, вісім 37-мм зенітних автоматів у зчетверених установках, зенітні кулемети, два розташовані побортно п'ятитрубні 533-мм торпедні апарати, літак-розвідник (без катапульти). Корабель повинен був мати бронювання похилого пояса (з нахилом броньових плит — 45° усередину) — 70 мм, носового траверзу — 70 мм, палуби — 25 мм. Швидкість повного ходу — 36 вузлів, дальність ходу економічною швидкістю — 8000 морських миль. Стандартна водотоннажність не повинна була бути більше 4500 т.
При розгляді оперативно-тактичного завдання в управлінні кораблебудування РКВМФ (КК РКВМФ) «було висловлено побажання збільшити швидкість до 40 вузлів (за рахунок зменшення товщини бортової броні до 50 мм і заміни п'ятитрубних апаратів тритрубними), а головний морський штаб (ГМШ), „забувши“ про торпедне озброєння і підтвердивши вимогу про підвищення швидкості, запросив 6 шестидюймових гармат головного калібру (при цьому „автоматично“ анулювалася вимога про їх універсальність) і збільшення зенітного калібру до 45 мм. У такому формулюванні реальність виконання вимог була сумнівною, тим більше, що виявилася серйозна розбіжність між КК і ГМШ щодо артилерійського озброєння». Начальник ГМШ, флагман флоту 2 рангу Лев Михайлович Галлер вже 11 січня 1940 року в листі начальнику КК РКВМФ сформулював вимоги до броньованого лідера так:
а) озброєння: шість 152-мм гармат у трьох двогарматних баштах з розташуванням двох у носі і однієї в кормі; вісім 45-мм автоматів і дванадцять 12,7-мм кулеметів;
б) швидкість ходу — не менше 40 вузлів;
в) захист повинен бути пророблений у трьох варіантах:
1) протикульний;
2) від 130-мм снаряда на заданих в ТТЗ дистанціях бою;
3) від 152-мм снаряда на дистанціях 80-100 каб. (найбільш життєві частини) Для прийняття остаточного рішення прошу терміново провести розрахунок (орієнтовну примірку) в які габарити і водотоннажність виллються викладені вище вимоги.
Прохання Л. М. Галлера прорахувати габарити і водотоннажність такого лідера було виконано не скоро — 17 червня 1940 начальник управління кораблебудування контр-адмірал А. А. Жуков поставив свій підпис під такими вимогами до лідера проєкту 47: головний калібр — вісім — десять 130-мм гармат; зенітний калібр — вісім 37-мм автоматів; торпедне озброєння — три тритрубні торпедні апарати; швидкість — 38 вузлів; дальність ходу — 8000 морських миль. При 50-мм бортовому бронюванні і 25-мм бронюванні палуби стандартна водотоннажність лідера обмежувалося значенням 4000 т. Як припускає Д. Ю. Літинський, запропонований Л. М. Галлером проєкт 40-вузлового броньованого лідера з шестидюймовою артилерією з очевидним впливом німецької оперативно-тактичної думки «був нейтралізований вказівкою вищого керівництва КК РКВМФ — заступником наркома з кораблебудування флагманом 1 рангу Іваном Степановичем Ісаковим. Останній, бувши „міноносником“ з досвіду служби та своїми очима побачивши еволюцію ЕМ в американському флоті під час недавнього відрядження до США, явно не підтримував ідею збільшення калібру артилерії торпедно-артилерійських кораблів понад 130 мм і, головне, ратував за якнайшвидше введення універсальних гармат головного калібру».

### Передескізний проєкт
Після проведення розрахунків варіантів «крейсер-есмінець» було виключено з розгляду, а прохання виконати передескізне проєктування броньованого лідера з десятьма 130-мм універсальними гарматами Управління кораблебудування (КК РКВМФ), яке мало після хвилі репресій катастрофічну нестачу кваліфікованих фахівців, переадресувало ЦКБ-17 (колишньому ЦКБС-1). Технічний проєкт пропонувалося завершити в IV кварталі 1940 року. Вартість проєктних робіт була оцінена в 2,6 млн рублів. Фахівці ЦКБ-17 не стали заглиблюватися в мотивування вибору базових головних розмірів корпусу і змінювати склад озброєння і, варіюючи тільки параметри головної енергетичної установки, спробували довести, що ТТЗ можна здійснити тільки за нормальної водотоннажності, що відповідає «повноцінному» легкому крейсеру.
| Основні тактико-технічні елементи передескізного проєкту 47 | Основні тактико-технічні елементи передескізного проєкту 47 | Основні тактико-технічні елементи передескізного проєкту 47 |
| ----------------------------------------------------------- | ----------------------------------------------------------- | ----------------------------------------------------------- |
| Основні елементи                                            | варіант I                                                   | варіант II                                                  |
| Водотоннажність, т                                          |                                                             |                                                             |
| Стандартна водотоннажність                                  | 5400                                                        | 5600                                                        |
| Нормальна водотоннажність                                   | 5900                                                        | 6100                                                        |
| Головні параметри, м                                        |                                                             |                                                             |
| Довжина                                                     | 160                                                         | 160                                                         |
| Ширина                                                      | 15,0                                                        | 15,0                                                        |
| Осадка                                                      | 5,0                                                         | 5,0                                                         |
| Головні механізми                                           |                                                             |                                                             |
| Тип головної енергетичної установки                         | котлотурбінна                                               | котлотурбінна                                               |
| Потужність (повна), к. с.                                   | 75 000                                                      | 100 000                                                     |
| Швидкість ходу, вузлів                                      | 33,4-34,0                                                   | 36,0-36,5                                                   |
| Дальність плавання, морських миль                           | 5500-6000                                                   | 5000-5500                                                   |
| Озброєння                                                   |                                                             |                                                             |
| Артилерія головного калібру                                 | 5 × 2 130-мм АУ                                             | 5 × 2 130-мм АУ                                             |
| Зенітне озброєння                                           | 8 37-мм АУ, 8 × 12,7-мм кулеметів                           | 8 37-мм АУ, 8 × 12,7-мм кулеметів                           |
| Торпедні апарати, боєзапас                                  | 2 × 5 533-мм ТА (10 торпед)                                 | 2 × 5 533-мм ТА (10 торпед)                                 |
| Міни, боєзапас                                              | 60                                                          | 60                                                          |
| Глибинні бомби                                              | 12 Б-1, 24 М-1                                              | 12 Б-1, 24 М-1                                              |
| Бронювання                                                  |                                                             |                                                             |
| Похилий пояс (борт)                                         | 70                                                          | 70                                                          |
| Палуба                                                      | 25                                                          | 25                                                          |
| Носовий траверс                                             | 70                                                          | 70                                                          |
| Артилерія головного калібру                                 | 25                                                          | 25                                                          |